# آبشار کی-آ-کوتس
آبشار کی-آ-کوتس (به انگلیسی: Ki-a-Kuts Falls) آبشاری است که در اورگن، ایالات متحده آمریکا واقع شده و ارتفاع کلی ریزشگاه آن ۴۰ فوت (۱۲ متر) است.